# Lucy Lawless
Lucille Frances Ryan (sinh ngày 29 tháng 3 năm 1968) là diễn viên New Zealand được biết đến nhất qua vai diễn Xena trong hài kịch tình huống nổi tiếng Xena: Nữ chúa chiến tranh.

## Tiểu sử

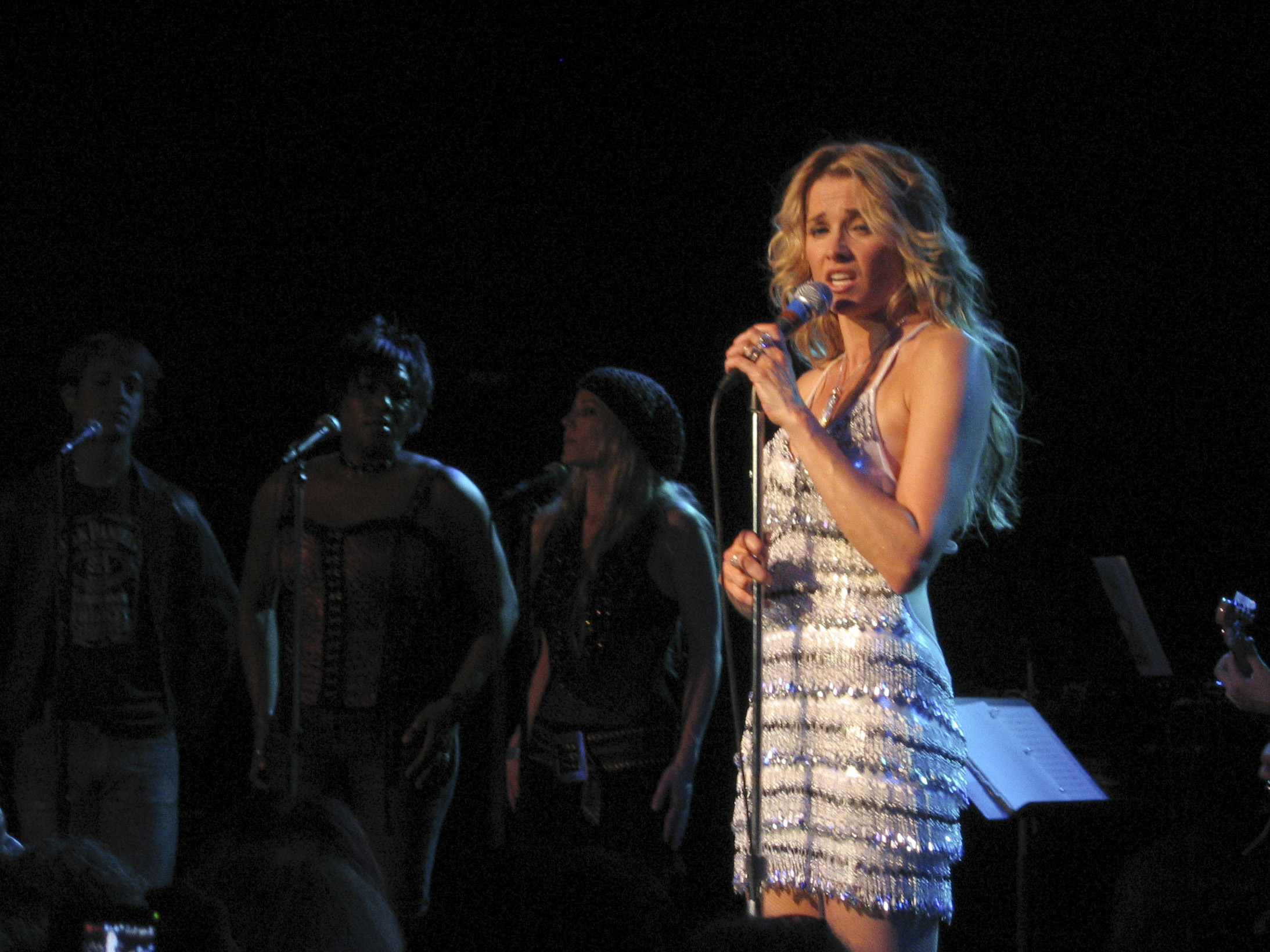
Lucy Lawless

Sinh năm 1968, là con thứ năm trong gia đình có bảy anh chị em, cho đến năm 16 tuổi Lucy vẫn còn mơ ước trở thành ca sĩ opera. Nhưng những quy định nghiêm ngặt khi học môn nghệ thuật này đã khiến cô chán nản và bỏ ý định. Lucy quyết định tạm ngưng học tại Trường đại học Auckland để vừa đi làm vừa du lịch khắp châu Âu suốt mấy năm.
Năm 1989, sau khi trở về New Zealand, Lucy tham gia nhóm hài kịch mang tên Funny Business, rồi trở thành người dẫn chương trình cho show truyền hình du lịch Air New Zealand Holiday và tham gia đóng một số vai phụ cho rất nhiều đài truyền hình và hãng phim.
Cuối cùng thì Lucy cũng có một vai diễn chính đầu tiên trong bộ phim Hercules and the Amazon women (sản xuất năm 1994). Kế tiếp, năm 1995, các nhà sản xuất đã chọn Lucy vào vai Xena: Nữ chúa chiến tranh. Sự khởi đầu không dễ dàng. Cô phải học nhiều môn thể thao như cưỡi ngựa, ném lao, đánh võ, đánh kiếm… Và để làm mới nhân vật, Lucy đã nhuộm tóc sang màu nâu đậm. Hợp đồng đóng ba tập đầu tiên, Lucy đã diễn rất xuất sắc nên cô tiếp tục ký hợp đồng dài hạn.
Đến thời điểm này, Lucy đã trở thành một trong những diễn viên giàu có và nổi tiếng nhất ở New Zealand. Cô cũng từng được tạp chí People bầu là một trong 50 người đẹp nhất thế giới vào năm 1997.

## Những bộ phim
- Xena: Nữ chúa chiến tranh (1995-2001)
- The X-Files (2002)
- The Simpsons (1999)